# Emiliano Martínez
Damián Emiliano Martinez (* 2. září 1992 Mar del Plata) je argentinský profesionální fotbalový brankář, který chytá za anglický klub Aston Villa FC a za argentinský národní tým, se kterým vyhrál v roce 2022 mistrovství světa.
Martínez je odchovancem argentinského klubu Independiente, odkud v roce 2010 přestoupil do akademie londýnského Arsenalu. V Arsenalu působil jako náhradník, odešel na mnohá hostování, než se v roce 2019 probojoval do základní sestavy a pomohl mu vyhrát FA Cup a Community Shield. V září 2020 Martínez přestoupil do Aston Villy za 20 milionů liber. Ve své první sezoně v klubu udržel v Premier League 15 čistých kont, což byl klubový rekord.
Martínez reprezentoval Argentinu mládežnických kategoriích do 17 a 20 let. V seniorské reprezentaci debutoval v roce 2021. S argentinským národním týmem vyhrál Copu América 2021, získal Zlatou rukavici pro nejlepšího brankáře turnaje a ve finále udržel čisté konto. Martínez byl reprezentační jedničkou i na mistrovství světa ve fotbale 2022, za své výkony na turnaji získal také ocenění pro nejlepšího brankáře, Zlatou rukavici.

## Klubová kariéra

### Independiente
Martínez se narodil v Mar del Plata a svou kariéru zahájil v akademii Independiente.

### Arsenal
V roce 2010 se přesunul do akademie londýnského Arsenalu.

#### Sezóna 2012/13
V květnu 2012 odešel Martínez na krátké hostování do Oxfordu United, v jehož dresu debutoval 5. května 2012 v posledním zápase sezóny proti Port Vale v League Two. Na přelomu srpna a září byl Martinez poprvé zařazen na lavičku náhradníků Arsenalu pro zápasy se Stoke City a s Liverpoolem jako náhrada za zraněného Wojciecha Szczęsného a Łukasze Fabiańského; v brance se však objevil Ital Vito Mannone. 26. září v dresu Arsenalu debutoval, a to při domácím vítězství 6:1 nad Coventry City ve třetím kole ligového poháru. V následujícím kole se podruhé objevil v základní sestavě Arsenalu, a to když Gunners porazili 7:5 Reading.

#### Sezóna 2013/14
Dne 15. října 2013 odešel Martínez na měsíční hostování do Sheffieldu Wednesday. Ve středu 23. listopadu debutoval proti Huddersfieldu Town. Martínezovo hostování bylo nakonec prodlouženo do konce sezóny; v dresu Sheffieldu odchytal 15 utkání a udržel 2 čistá konta.

#### Sezóna 2014/15
Po návratu na Emirates byl Martínez 10. srpna 2014 nevyužitým náhradníkem při vítězství Arsenalu v Community Shieldu nad Manchesterem City (3:0) na stadionu ve Wembley. O několik dní poté debutoval v Lize mistrů když pomohl Arsenalu porazit belgický Anderlecht 2:1 ve skupinové fázi. V Premier League debutoval 22. listopadu, když b 60. minutě utkání proti Manchesteru United vystřídal zraněného Szczęsného. Při zranění náhradního brankáře Davida Ospiny odchytal Martínez 26. listopadu svůj druhý zápas v Lize mistrů a při vítězství 2:0 nad Borussií Dortmund udržel čisté konto. 29. listopadu se poprvé objevil v základní sestavě zápasu Premier League, a to proti West Bromwichi Albion, a o čtyři dny později nastoupil také proti Southamptonu; v obou zápasech udržel čisté konto a Arsenal vyhrál 1:0. Po návratu Szczęsného se však opět přesunul jen na lavičku náhradníků.
Dne 20. března 2015 odešel Martínez na půlroční hostování do Rotherhamu United. Následující den debutoval proti Sheffieldu Wednesday; při domácí porážce 3:2 inkasoval dva góly v nastaveném čase. V dresu Rotherdamu odchytal dohromady 8 utkání, ve kterých udržel dvě čistá konta.
Dne 2. srpna byl Martínez nevyužitým náhradníkem při vítězství Arsenalu v Community Shield nad Chelsea; v brance se objevil nová akvizice Arsenalu Petr Čech.

#### Sezóna 2015/16
Dne 11. srpna se připojil na roční hostování k druholigovému Wolverhamptonu Wanderers. V úvodních měsících sezóny nastoupil do 15 zápasů, ale poté utrpěl zranění stehna, které ho na několik měsíců vyřadilo ze hry a v dresu Wolves si již nezachytal.

#### Sezóna 2016/17
Sezonu 2016/17 strávil v Arsenalu, za který odehrál 5 zápasů včetně jednoho utkání Premier League proti West Hamu United.

#### Sezóna 2017/18
Dne 2. srpna 2017 odešel na roční hostování do španělského Getafe. Většinu sezóny byl brankářskou dvojkou za Vicentem Guaitou, v La Lize nastoupil ke 4 utkáním a další dva starty si připsal v Copa del Rey.

#### Sezóna 2018/19
Dne 23. ledna 2019 odešel na půlroční hostování do druholigového Readingu. V Readingu Martínez debutoval 29. ledna proti Boltonu Wanderers. V dresu Readingu odchytal 18 utkání, ve kterých udržel 5 čistých kont.

#### Sezóna 2019/20
Když se 20. června 2020 v prvním poločase utkání Arsenalu s Brightonem a Hove Albionem zranil Bernd Leno, nastoupil Martínez do zápasu Premier League poprvé od sezony 2016/17. Martínez v klubu dohrál sezónu jako brankářská jednička a za řadu skvělých výkonů byl velmi dobře hodnocen. 1. srpna odchytal Martínez finále FA Cupu proti Chelsea a několika důležitými zákroky pomohl Arsenalu k výhře 2:1.
Martínez nastoupil 29. srpna v zápase Community Shield proti Liverpoolu, který Arsenal vyhrál na penalty. Po zápase se hodně spekulovalo o tom, že Martínez opustí klub po návratu Bernda Lena, a sám hráč prohlásil, že buď chce v klubu zůstat a být brankářskou jedničkou, nebo odejít natrvalo.

### Aston Villa
Dne 16. září 2020 přestoupil Martínez do prvoligové Aston Villy za 20 milionů liber. Podepsal čtyřletou smlouvu. 21. září Martínez v dresu Aston Villy debutoval, v domácím utkání proti Sheffieldu United (1:0) dokázal udržet čisté konto. Ve své první sezóně v Aston Ville Martínez vyrovnal klubový rekord Brada Friedela v počtu čistých kont v jedné sezóně Premier League (15). Byl také vyhlášen nejlepším hráčem sezóny Aston Villy podle fanoušků.
Dne 21. ledna 2022 prodloužil Martínez svou smlouvu do konce sezóny 2026/27.

## Reprezentační kariéra

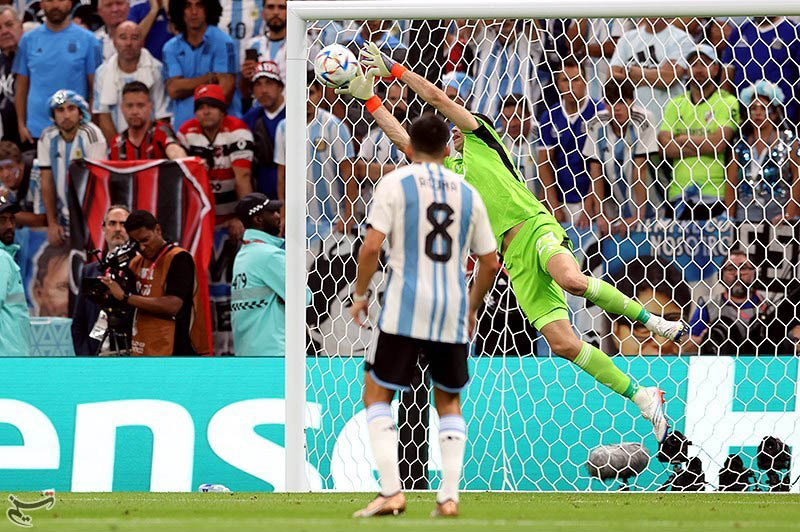
Martínez (v zeleném) při zápase na mistrovství světa ve fotbale 2022

Martínez byl poprvé povolán do argentinské reprezentace v červnu 2011.
Do národního týmu se následně dostal až v říjnu 2019.
Martínez debutoval na reprezentační scéně 3. června 2021 při remíze 1:1 s Chile v kvalifikačním zápase na mistrovství světa 2022. 14. června debutoval na velkém turnaji, a to opět při remíze 1:1 se stejným soupeřem v úvodním zápase Copa América 2021 na Estádio Olímpico Nilton Santos v Brazílii. V 57. minutě chytil penaltu Artura Vidala, ale nedokázal z dorážky se následně prosadil Eduardo Vargas. 6. července chytil Martínez tři pokutové kopy při vítězství 3:2 nad Kolumbií v semifinále turnaje. Ve finále turnaje pak vychytal čisté konto při vítězství 1:0 nad Brazílií. Martínez za své výkony obdržel ocenění pro nejlepšího brankáře turnaje.
Dne 1. června 2022 udržel Martínez čisté konto při výhře Argentiny 3:0 nad úřadujícími mistry Evropy Italy na stadionu ve Wembley v rámci Finalissima 2022.
Martínez byl zařazen do argentinského týmu pro mistrovství světa ve fotbale 2022 v Kataru a odehrál všechny zápasy svého týmu. Ve čtvrtfinále proti Nizozemsku chytil dvě penalty v rozstřelu a pomohl svému týmu postoupit dále. V poslední minutě prodloužení finálového utkání proti Francii vychytal Randala Kolo Muaniho při souboji 1 na 1; utkání skončilo 3:3 po prodloužení. Později v penaltovém rozstřelu vychytal Kingsleyho Comana, a pomohl tak Argentině k celkovému vítězství na turnaji. Za své výkony získal ocenění pro nejlepšího brankáře turnaje. Martínez po předání ceny vyvolal kontroverzi, když s trofejí ve tvaru ruky předvedl oplzlé gesto, když si ji držel před rozkrokem a tvářil se při tom. Toto gesto provedl před zraky představitelů FIFA, zatímco komentátoři vyjadřovali nad jeho chováním nesouhlas. Jeho chování během finále a pozápasových oslav bylo odsouzeno a několik osobnostího obvinilo z nesportovního chování.

## Statistiky

### Klubové
K 15. červenci 2024
| Klub                            | Sezóna  | Liga           | Liga   | Liga | Národní pohár | Národní pohár | Ligový pohár | Ligový pohár | Evropské poháry | Evropské poháry | Ostatní | Ostatní | Celkem | Celkem |
| Klub                            | Sezóna  | Liga           | Zápasy | Góly | Zápasy        | Góly          | Zápasy       | Góly         | Zápasy          | Góly            | Zápasy  | Góly    | Zápasy | Góly   |
| ------------------------------- | ------- | -------------- | ------ | ---- | ------------- | ------------- | ------------ | ------------ | --------------- | --------------- | ------- | ------- | ------ | ------ |
| Arsenal                         | 2011/12 | Premier League | 0      | 0    | 0             | 0             | 0            | 0            | 0               | 0               | —       | —       | 0      | 0      |
| Arsenal                         | 2012/13 | Premier League | 0      | 0    | 0             | 0             | 2            | 0            | 0               | 0               | —       | —       | 2      | 0      |
| Arsenal                         | 2013/14 | Premier League | 0      | 0    | 0             | 0             | 0            | 0            | 0               | 0               | —       | —       | 0      | 0      |
| Arsenal                         | 2014/15 | Premier League | 4      | 0    | 0             | 0             | 0            | 0            | 2               | 0               | 0       | 0       | 6      | 0      |
| Arsenal                         | 2015/16 | Premier League | 0      | 0    | 0             | 0             | 0            | 0            | 0               | 0               | 0       | 0       | 0      | 0      |
| Arsenal                         | 2016/17 | Premier League | 2      | 0    | 0             | 0             | 3            | 0            | 0               | 0               | —       | —       | 5      | 0      |
| Arsenal                         | 2017/18 | Premier League | 0      | 0    | 0             | 0             | 0            | 0            | 0               | 0               | 0       | 0       | 0      | 0      |
| Arsenal                         | 2018/19 | Premier League | 0      | 0    | 0             | 0             | 0            | 0            | 1               | 0               | —       | —       | 1      | 0      |
| Arsenal                         | 2019/20 | Premier League | 9      | 0    | 6             | 0             | 2            | 0            | 6               | 0               | —       | —       | 23     | 0      |
| Arsenal                         | 2020/21 | Premier League | 0      | 0    | —             | —             | —            | —            | —               | —               | 1       | 0       | 1      | 0      |
| Arsenal                         | Celkem  | Celkem         | 15     | 0    | 6             | 0             | 7            | 0            | 9               | 0               | 1       | 0       | 38     | 0      |
| Oxford United (host.)           | 2011/12 | League Two     | 1      | 0    | 0             | 0             | 0            | 0            | —               | —               | 0       | 0       | 1      | 0      |
| Sheffield Wednesday (host.)     | 2013/14 | Championship   | 11     | 0    | 4             | 0             | 0            | 0            | —               | —               | —       | —       | 15     | 0      |
| Rotherham United (host.)        | 2014/15 | Championship   | 8      | 0    | 0             | 0             | 0            | 0            | —               | —               | —       | —       | 8      | 0      |
| Wolverhampton Wanderers (host.) | 2015/16 | Championship   | 13     | 0    | 0             | 0             | 2            | 0            | —               | —               | —       | —       | 15     | 0      |
| Getafe (host.)                  | 2017/18 | La Liga        | 5      | 0    | 2             | 0             | —            | —            | —               | —               | —       | —       | 7      | 0      |
| Reading (host.)                 | 2018/19 | Championship   | 18     | 0    | 0             | 0             | 0            | 0            | —               | —               | —       | —       | 18     | 0      |
| Aston Villa                     | 2020/21 | Premier League | 38     | 0    | 0             | 0             | 0            | 0            | —               | —               | —       | —       | 38     | 0      |
| Aston Villa                     | 2021/22 | Premier League | 36     | 0    | 1             | 0             | 0            | 0            | —               | —               | —       | —       | 37     | 0      |
| Aston Villa                     | 2022/23 | Premier League | 36     | 0    | 0             | 0             | 1            | 0            | —               | —               | —       | —       | 37     | 0      |
| Aston Villa                     | 2023/24 | Premier League | 34     | 0    | 3             | 0             | 1            | 0            | 10              | -               | -       | -       | 48     | 0      |
| Aston Villa                     | Celkem  | Celkem         | 200    | 0    | 10            | 0             | 4            | 0            | 10              | 0               | 0       | 0       | 224    | 0      |
| Celkem                          | Celkem  | Celkem         | 215    | 0    | 16            | 0             | 11           | 0            | 19              | 0               | 1       | 0       | 262    | 0      |

### Reprezentační
K 15. červenci 2024
| Argentina | Argentina | Argentina |
| Rok       | Zápasy    | Góly      |
| --------- | --------- | --------- |
| 2021      | 14        | 0         |
| 2022      | 12        | 0         |
| 2023      | 10        | 0         |
| 2024      | 10        | 0         |
| Celkem    | 46        | 0         |

## Ocenění

### Klubová

#### Arsenal
- FA Cup: 2019/20[68]
- Community Shield: 2014,[69] 2015,[70] 2020[71]

### Reprezentační

#### Argentina
- Mistrovství světa ve fotbale: 2022[61]
- Copa América: 2021[54]
- Finalissima: 2022[72]
- Copa América: 2024[73]

### Individuální
- Yashinova trofej: 2023[62]
- Yashinova trofej: 2024
- Zlatá rukavice mistrovství světa ve fotbale: 2022[62]
- Hráč sezóny Aston Villy: 2020/21[74]
- Zlatá rukavice Copa América: 2021[55]
- Jedenáctka turnaje Copa América: 2021[75]
- Zlatá rukavice Copa América: 2024[76]